# Челопечене
Челопечене (болг. Челопечене) — село в Болгарии. Находится в Добричской области, входит в общину Каварна. Население составляет 97 человек.

## Политическая ситуация
Челопечене подчиняется непосредственно общине и не имеет своего кмета.
Кмет (мэр) общины Каварна — Цонко Здравков Цонев (независимый) по результатам выборов в правление общины.

## Достопримечательности
Поблизости от села было найдено несколько фракийских гробниц. Находки выставлены в музее соседнего села, Вранино. Рядом с селом, на Дуранкулашском озере, на территории археологического комплекса «Большой остров», находится храм Кибелы, построенный в IV-V веках до н.э.